# На вилле
«На вилле» (англ. Up at the Villa) — кинофильм режиссёра Филипа Хааса (2000), совместного производства США и Великобритании. Экранизация романа У. С. Моэма «Вилла на холме».

## Сюжет
1938 год. Обедневшая британская вдова, проводящая каникулы во Флоренции, рассматривает предложение руки и сердца стареющего британского аристократа, сжаливается над австрийским беженцем, противостоит фашистскому начальнику полиции и влюбляется в повесу-американца. После того, как благое деяние приводит к трагедии, она должна выбрать между надёжностью и любовью, между репутацией и чувствами.

## Актёрский состав
| В ролях             |  | Персонаж               |
| ------------------- |  | ---------------------- |
| Кристин Скотт Томас |  | Мэри Пантон            |
| Шон Пенн            |  | Роули Флинт            |
| Джеймс Фокс         |  | сэр Эдгар Свифт        |
| Энн Бэнкрофт        |  | княгиня Сан Фердинандо |
| Дерек Джейкоби      |  | Лаки Лидбеттер         |
| Джереми Дэвис       |  | Карл Рихтер            |
| Массимо Гини        |  | Беппино Леопарди       |
| Дадли Саттон        |  | Гарольд Аткинсон       |
| Роджер Хаммонд      |  | Колин Маккензи         |
| Клайв Меррисон      |  | Арчибальд Грей         |
| Бен Эйрис           |  | полковник Трэйл        |
| Энн Белл            |  | Берил Брайсон          |
| Барбара Хикс        |  | Лулу Гуд               |
| Джанфранко Барра    |  | Пеппино                |